# Сьвеце-над-Осою
Сьвеце-над-Осою (пол. Świecie nad Osą, нім. Schwetz an der Ossa) — село в Польщі, у гміні Свеці-над-Осою Ґрудзьондзького повіту Куявсько-Поморського воєводства.
Населення — 965 осіб (2011).
У 1975-1998 роках село належало до Торунського воєводства.

## Демографія
Демографічна структура станом на 31 березня 2011 року:
|          | Загалом | Допрацездатний вік | Працездатний вік | Постпрацездатний вік |
| -------- | ------- | ------------------ | ---------------- | -------------------- |
| Чоловіки | 485     | 103                | 346              | 36                   |
| Жінки    | 480     | 103                | 280              | 97                   |
| Разом    | 965     | 206                | 626              | 133                  |